# Culicoides chewaclae
Culicoides chewaclae är en tvåvingeart som beskrevs av Glick och Mullen 1983. Culicoides chewaclae ingår i släktet Culicoides och familjen svidknott. Inga underarter finns listade i Catalogue of Life.